# Polsko na Letních olympijských hrách 1952
Polsko na Letních olympijských hrách 1952 ve finských Helsinkách reprezentovalo 125 sportovců, z toho 103 mužů a 22 žen. Nejmladší účastník byl Aleksandra Mrož (17 let, 34 dní), nejstarší pak Józef Kiszkurno (57 let, 174 dnů). Reprezentanti vybojovali 4 medailí, z toho 1 zlatou, 2 stříbrné a 1 bronzovou.

## Medailisté
| Medaile | Jméno             | Sport                | Disciplína                       |
| ------- | ----------------- | -------------------- | -------------------------------- |
| Zlato   | Zygmunt Chychła   | box                  | muži váha lehká střední do 67 kg |
| Stříbro | Aleksy Antkiewicz | box                  | muži lehká váha do 60 kg         |
| Stříbro | Jerzy Jokiel      | sportovní gymnastika | muži prostná                     |
| Bronz   | Teodor Kocerka    | veslování            | muži skif                        |